# NGC 1654
NGC 1654 è una galassia a spirale barrata situata nella costellazione dell'Eridano, a una distanza di circa 214 milioni di anni luce dalla nostra Via Lattea.

## Scoperta
La galassia è stata scoperta il 21 dicembre 1881 dall'astronomo francese Édouard Stephan.

## Descrizione
NGC 1654 ha una classe di luminosità I e presenta una larga riga a 21 cm dell'idrogeno neutro.

## Supernova
Il 9 novembre 1962, all'interno di NGC 1654 è stata scoperta la supernova SN 1962P dall'astronomo italiano Leonida Rosino. Non è stato possibile determinare a quale tipologia appartenesse la galassia.